# غیبی (رودان)
غیبی، روستایی در دهستان آبنما بخش مرکزی شهرستان رودان در استان هرمزگان ایران است.

## جمعیت
روستای غیبی یکی از روستاهای توابع دهستان آبنما به مرکزیت خراجی درشهرستان رودان است. این روستا باداشتن جمعیتی حدود۱۶۵۰نفرو۲۰۸خانوار(طبق آماردهیاری روستا)ازدو محله تشکیل شده‌است.درهرمحله نیز یک مسجد وحسینیه وجودداردکه درزمینه‌های انجام مراسم ویژه دینی،مذهبی واجتماعی با مشارکت نوجوانان ،جوانان، مردان وزنانی است که با عشق به اهل بیت (ع) فعالانه ودرطی ایام ومناسبت‌های دیگر انجام می پذیرد.
این روستا باداشتن جمعیتی حدود۱۶۵۰نفرو۲۰۸خانوار(طبق آماردهیاری روستا)ازدو محله تشکیل شده‌است.درهرمحله نیز یک مسجد وحسینیه وجودداردکه درزمینه‌های انجام مراسم ویژه دینی،مذهبی واجتماعی با مشارکت نوجوانان ،جوانان، مردان وزنانی است که با عشق به اهل بیت (ع) فعالانه ودرطی ایام ومناسبت‌های دیگر انجام می پذیرد.
روستای غیبی با داشتن هیئتی مشترک از هر دومحله که درهرکدام از مساجدفعالیت می نمایددرسال ۱۳۷۵ دراداره تبلیغات واداره اوقاف شهرستان رودان به ثبت رسیده ومزین به نام شبه پیغمبر(ص) حضرت علی اکبر(ع) است.
مساجدروستا،درمحله بالا شهرکه مسجدامام حسین (ع)وحسینیهٔ طالقانی در آن واقع است وقبرستان عمومی نیزدرکناراین مسجدقراردارد وازجمعیت کمتری برخورداراست.این مسجد قبلاً"ازخشت وگل بناشده بود ودرسال ۱۳۶۱با همت ومشارکت مردم بازسازی شده وقدیمی‌ترین مسجدروستاست. درمحلهٔ پایین مسجدوحسینیه شهیدمطهری در آن واقع است که درسال۱۳۶۴توسط جهاد سازندگی بنا گردیده ودرسال ۱۳۷۳ موردنوسازی قرار گرفته‌است.دراین محله جمعیت بیشتری ساکن هستند.
</a>منبع <a hred="http://m-shmotahari.ir/?page_id=24">
بر پایه سرشماری عمومی نفوس و مسکن در سال ۱۳۹۵، جمعیت این روستا برابر با ۸۴۱ نفر (۲۴۱ خانوار) بوده‌است.